# Tarrés
Tarrés è un comune spagnolo di 116 abitanti situato nella comunità autonoma della Catalogna, nella provincia di Lleida.